# Oliva richerti
Oliva richerti är en snäckart som beskrevs av E. Alison Kay 1979. Oliva richerti ingår i släktet Oliva och familjen Olividae. Inga underarter finns listade i Catalogue of Life.